# نرخ رشد مرکب سالانه
نرخ رشد مرکب سالانه (به انگلیسی: Compound annual growth rate (CAGR)) اصطلاح ویژه‌ای برای یک کسب و کار و سرمایه‌گذاری است که با نسبت تصاعد هندسی، میزان ثابتی برای بازگشت سرمایه در یک دوره زمانی تعیین می‌کند. میزان رشد مرکب سالانه یک اصطلاح حسابداری نیست، اما اغلب برای توصیف برخی از عناصر کسب و کار استفاده می‌شود به عنوان مثال: درآمد، واحدهای تحویل شده و کاربران ثبت شده و غیره.
میزان رشد مرکب سالانه اثر نوسانات بازده دوره ای را تعدیل می‌کند که در محاسبات ریاضی جواب بی‌ربط می‌دهد. میزان رشد مرکب سالانه به خصوص برای مقایسهٔ میزان رشد داده‌های مختلف مجموعه‌ای از دامنهٔ مشترک مانند رشد درآمد شرکت‌ها در همان صنعت است. میزان رشد مرکب سالانه معادل عمومی میزان رشد نمایی، زمانی که مدت رشد نمایی یک سال در نظر گرفته شود.
CAGR یا نرخ رشد مرکب سالانه میزان رشد سرمایه، سرمایه‌گذار است که در اصطلاح به عنوان سود سالانه از آن یاد می‌شود و در واقعیت محاسبهٔ سرمایه‌گذاری بیش از یک سال، از اولین روز سرمایه‌گذاری تا پایان حداقل دو سال (با فرض اینکه دوره سرمایه‌گذاری ۲ سال بوده که می‌تواند بیشتر هم باشد) محاسبه می‌شود یا به معنی دیگر اصل سرمایه باسود آن مجدداً در سال جدید دوباره سرمایه‌گذاری می‌شود.

## فرمول
{\displaystyle \mathrm {CAGR} (t_{0},t_{n})=\left({V(t_{n})/V(t_{0})}\right)^{\frac {1}{t_{n}-t_{0}}}-1}
- {\displaystyle V(t_{0})}:ارزش اولیه، {\displaystyle V(t_{n})}:ارزش نهایی، {\displaystyle t_{n}-t_{0}}:تعداد سال.
- ارزش واقعی یا نرمال برای برآورد تا زمانیکه همان تناسب ریاضی حفظ شود به کار می‌رود.

## مثال
در این مثال ما میزان رشد مرکب سالانه بیش از سه دوره را محاسبه خواهیم کرد. فرض کنید که درآمد پایان سال کسب و کار برای چهار سال، (V(t در فرمول بالا شده‌اند:
| تا پایان سال       | 12/31/2004 | 12/31/2007 |
| ------------------ | ---------- | ---------- |
| تا پایان سال درآمد | ۹٬۰۰۰      | ۱۳٬۰۰۰     |

math>{t_n-t_0}</math> = ۲۰۰۷–۲۰۰۴ = ۳>
لذا برای محاسبه میزان رشد مرکب سالانه (CAGR) درآمد دوره بیش از سه ساله «انتهای» سال ۲۰۰۴ تا «پایان» سال ۲۰۰۷ است:
{\displaystyle {\rm {CAGR}}(0,3)=\left({\frac {13000}{9000}}\right)^{\frac {1}{3}}-1=0.13=13\%}
- این تعدیل شده میزان رشد هر سال است. این میزان رشد شما را از ارزش اولیه به ازای تعداد سالهای وارد شده به ارزش نهایی می‌رساند. اگر میزان رشد در هر سال همان مقدار باشد. (در واقع، مقدار رشد به ندرت همسان است)
تأیید: ضرب مقدار اولیه (۲۰۰۴ تا پایان سال درآمد) (1 + CAGR) سه بار (از آنجا که ما محاسبه شده برای ۳ سال). این محصول را مساوی پایان سال درآمد در سال ۲۰۰۷. این نشان می‌دهد که ترکیب میزان رشد:
{\displaystyle V(t_{n})=V(t_{0})\times (1+{\rm {CAGR}})^{n}}
برای n = ۳:
{\displaystyle =V(t_{0})\times (1+{\rm {CAGR}})\times (1+{\rm {CAGR}})\times (1+{\rm {CAGR}})}
{\displaystyle =9000\times 1.1304\times 1.1304\times 1.1304=13000}
برای مقایسه:
- متوسط محاسباتی بازگشت (AMR) برابر خواهد بود با مجموع تغییرات درآمد سالانه (در مقایسه با سال گذشته) تقسیم بر تعداد سال و یا:

{\displaystyle {\text{AMR}}={\bar {x}}={\frac {1}{n}}\sum _{i=1}^{n}x_{i}={\frac {1}{n}}(x_{1}+\cdots +x_{n})={\frac {11.11\%+10\%+8.33\%}{3}}=9.81\%.}
در مقایسه با CAGR شما نمی‌توانید (V(t_n را با سه بار ضرب مقدار اولیه با (1 + AMR) به‌دست بیاورید. (مگر اینکه رشد میزان سالانه همه سالها یکسان باشند).
- بازگشت محاسباتی (AR) یا بازگشت ساده برابر خواهد بود با: ارزش پایانی منهای ارزش اولیه تقسیم بر ارزش اولیه:

{\displaystyle {\text{AR}}={\frac {V_{f}-V_{i}}{V_{i}}}={\frac {13000-9000}{9000}}=44.44\%.}